# نقطة النهاية في التجارب السريرية
نقطة النهاية في التجارب السريرية هي إحدى الأشياء التي تستخدم في تقييم أو قياس التجارب السريرية. النقاط تختلف لكنها تقيس بصورة عامة معدل الاستجابة ومعدل البقاء.

## نقطة النهاية في التجارب السريرية على السرطان
في التجارب السريرية التي تجرى على السرطان فإن نقاط النهاية هي:
1. بقاء بدون مرض
2. بقاء بدون تفاقم
3. فترة الاستجابة
4. البقاء الإجمالي

## روابط خارجية
- Clinical trial endpoints
- Endpoints: How the Results of Clinical Trials are Measured